# گادوین، ارل وسکس
گادوین (به انگلیسی: Godwin) (درگذشتهٔ ۱۵ آوریل ۱۰۵۳) ارل وسکس و قدرتمندترین فرد انگلستان در زمان حکومت ادوارد خستو بود.

## زندگینامه
گادوین آنگلوساکسون بود با این حال به یکی از خاصگان کانوت بزرگ، پادشاه دانمارکی انگلستان بدل شد و کانوت در حدود ۱۰۱۸، عنوان ارل وسکس را به او اعطا داشت. کانوت در ۱۰۳۵ درگذشت و بر سر جانشینی او اختلاف پیش آمد. در ۱۰۳۶ آلفرد اتلینگ، یکی از مدعیان پادشاهی به قتل رسید و گفته می‌شود که گادوین در این کار دست داشت. با این حال او جایگاه خود را حفظ نمود و پس از بر تخت نشستن ادوارد تلاش کرد تا بر او نیز چیره شود.
گادوین در ۱۰۴۵ دخترش ادیت را به ازدواج ادوارد درآورد اما ادوارد که سالیانی را در تبعید در نورماندی گذرانده بود در صدد بود تا با کاستن از نفوذ گادوین، درباریان خود را به‌جای آنگلسوساکسون‌ها از میان نورمان‌ها برگزیند. همین امر سبب شد تا او در ۱۰۵۱ گادوین را یاغی اعلام نماید زیرا او از تنبیه اهالی دوور که دست به تحریک یکی از اربابان نورمان زده بودند خودداری کرده بود. با این‌حال دیری نپایید که سیاست‌های ادوارد در طرفداری از نورمان‌ها و حتی انتخاب جانشینی (ویلیام، دوک نورماندی و بعدتر ویلیام یکم) از میان آنها، به خصومت گستردهٔ مردم با او انجامید و گادوین که تبعید شده بود فرصتی یافت تا با پیوستن به پسرش هارولد گادوینسن در سپتامبر ۱۰۵۲ به انگلستان حمله کند. ادوارد که بی‌دفاع مانده بود در برابر آنها شکست خورد و مجبور شد تمامی اموال و منصب‌های خانوادهٔ گادوین را به آنها بازگرداند.
گادوین در ۱۰۵۳ درگذشت و عنوان ارل وسکس به پسرش هارولد رسید که پس از مرگ ادوارد در ۱۰۶۶، با عنوان هارولد دوم بر تخت پادشاهی انگلستان نشست.